# Хермион (лек крайцер, 1939)
Хермион (на английски: HMS Hermione (74), от на английски: Hermione – Хермиона) е лек крайцер на Британския Кралски флот, от времето на Втората световна война. Един от 11 крайцера на типа „Дидо“.
Поръчан е по програмата от 1936 г. на 21 март 1937 г. и е заложен в корабостроителницата Alexander Stephen's of Govan в Глазгоу на 6 октомври 1937 г. Крайцерът е спуснат на вода на 18 май 1939 г., ставайки третия кораб носещ това име в британския флот. Влиза в строй на 25 март 1941 г.

## История на службата
След влизането в строй крайцерът преминава приемо-предавателни изпитания, след което се насочва за Скапа Флоу, където на 13 април 1941 г. влиза в състава на 15-та ескадра крайцери. В състава на ескадрата носи служба при Северозападните подходи. На 15 май крайцерът излиза за прикритие на поставяне на минни заграждения на северния бараж от 1-ва минно-загарадителна ескадра (операция SN9A).
На 22 май „Хермион“ заедно с крайцерите на 2-ра крайцерска ескадра излиза в морето в търсене на немския линкор „Бисмарк“. На 24 май „Хермион“, съвместно с крайцерите Aurora и Kenya, ескортира самолетоносача Victorious, самолетите на който нанасят удар по „Бисмарк“. На 25 май „Хермион“ се отделя от силите на флота за зареждане в Исландия.
На 29 май крайцерът се сблъсква с търговския съд Tembien.

## В състава на Съединение H
На 2 юни крайцерът отплава от Клайд съпровождайки самолетоносача Victorious, който превозва самолети за Малта. На 4 юни, по време на прехода, самолетите на самолетоносача издирват немския снабдителен съд Gozenheim. На 13 юни крайцерът среща разрушителите от състава на Съединение H, за да прикрие с тях съвместно операцията по доставка на изтребители за Малта. На 15 юни крайцерът трябва да ескортира самолетоносача по обратния му път за Великобритания, но е преназначен за съвместни действия със Съединение H по издирване на вражеските рейдери в Атлантика. На 22 юни, с пристигането в Гибралтар, влиза в състава на Съединение H.
На 26 юни той в състава на това съединение излиза за прикритие на самолетоносачите Ark Royal и Furious, осъществяващи поредната доставка на самолети за Малта (операция Railway 1).
През 29 – 30 юни крайцерът излиза в състава на същото съединение за повторна доставка на самолети за Малта (операция Railway 2), след което влиза за ремонт в Гибралтар.
От 21 юли крайцерът участва в операцията Substance – проводката за Малта на конвой, извеждането от там на празни съдове и среща с плаващия транзитно снабдителен съд Breconshire. Попътно на острова е прехвърлена поредната партия изтребители. В хода на операцията транспорта Sydney Star с товар бензин на борда на 23 юли е повреден от вражески торпедни катери, и загубва ход. В течение на няколко часа с него остава австралийския разрушител Nestor. Нощта съда успява да даде ход от 10 възела, но сутринта двата кораба не успяват да открият нито един от съюзническите съдове. Разрушителят сам трябва да отразява атаките на немските пикиращи бомбардировачи. На кораба вече привършват боеприпасите, когато на помощ идва и „Хермион“, сваляйки 2 вражески самолета. На 24 юли „Хермион“ довежда в Малту повредения транспорт и в същата вечер с крайцерите Arethusa, Edinburgh и минзага Manxman, също пристигнали на острова, отплава за Гибралтар.
На 28 юли крайцерът, в Гибралтар, взема на борда си войските от заседналия в плитчина транспорт Leinster, който не участва в операцията Substance и в състава на Съединение „X“ На 31 юли се насочва за Малта. В течение на тази операция Съединение X освен „Хермион“ се състои от крайцера Arethusa, заградителя Manxman и разрушителите Lightning и Sikh. Корабите вземат на борда 70 офицера, 1676 нисши чинове и 130 тона товари за Малта. Операцията преминава без противодействие от противника, с изключение на единичен епизод. На 2 август, вече по обратния път за Гибралтар, „Хермион“ таранира и потопява югоизточно от Пантелерия, в точката с координати 36°21′ с. ш. 12°40′ и. д. / 36.35° с. ш. 12.666667° и. д., италианската подлводница Tembien. На 4 август, със завръщането в Гибралтар, крайцера влиза за ремонт на носовата част, незначително повредена при тарана.
На 21 август „Хермион“ в състава на Соединение H: линкора Nelson, самолетоновача Ark Royal, излиза за нанасяне на въздушни удари по Темпио Паузания в Сардиния и водене на демонстрационни маневри в района на Валенсия, за отвличане на вниманието от поставянето от минзага Manxman на минни заграждения при италианския бряг (операция Mincemeat).
През първата половина на септември „Хермион“ участва в операциите по доставка на изтребители за Малта (операции Status 1, 2 и 3).
Във втората половина на септември „Хермион“ участва в операцията Halbard – проводката на поредния конвой за Малта. В хода на операцията, в нощта на 28 септември, крайцерът се отделя от конвоя, приближава остров Пантелерия и го обстрелва, едновременно пускайки димна завеса в морето, за да създаде впечатлението, че конвоя минава до острова, който фактически плава обаче доста по-северно.
Във втората половина на октомври крайцерът, заедно със Съединение H, участва в операция Callboy – поредната доставка на самолети в Малта.
На 3 ноември крайцерът, заедно със Съединение H, се намира при Гибралтар по време на неудачната атака на немската подводница U-83 над корабите от съединението.
От 10 ноември крайцерът и Съединение H участва в операция Perpetual – доставка на изтребители в Малта. На обратния път, на 13 ноември, самолетоносача Ark Royal е торпилиран от немската подводна лодка U-81 и на следващия ден той потъва. С неговата гибел, Съединение H се лишава от своя главен кораб.
В течение на месец декември крайцерът се намира в Гибралтар. През януари на новата, 1942 г. той има текущ ремонт и техническо обслужване. В края на месеца крайцерът се насочва за Великобритания, в адмирал Сомървил на борда си, преди това командващ, Съединение H, който е назначен за главнокомандващ на източноиндийската станция. През февруари, крайцера служи в домашни води и е назначен в качеството на ескорт на войскови конвой при завръщането му на служба в състава на Съединение H.
На 17 февруари „Хермион“ излиза от Клайд в състава на ескорта на войсковия конвой WS-16. Освен него в състава на ескорта влизат линкора Malaya, самолетоносачите Argus, Eagle и Formidable, разрушителите Active, Anthony, Blankney, Croome, Duncan, Firedrake, Laforey и Lightning. На 21 февруари „Хермион“ с линкора Malaya, самолетоносачите Argus, Eagle и част от разрушителите се отделя от конвоя и се насочва за Гибралтар за последваща служба в Средиземноморието.
През март Съединение H, и „Хермион“ в т.ч., се занимава доставка на изтребители за Малта в три последователни операции: Spotter (6 – 8 март), Picket I (20 – 23 март), Picket II (27 – 29 март).

## Десантът в Мадагаскар
На 1 април „Хермион“, заедно с линкора Malaya, разрушителите Active, Anthony, Laforey, Lightning и Duncan, 6 корвети и 6 тралчика е определен в състава на Съединение „F“, което е планирано да се задейства при десанта на британците в Мадагаскар (операция Ironclad). На 9 април съединението отплава от Фрийтаун, на 19 април пристига в Кейптаун, а на 22 април в Дърбан.
На 28 април „Хермион“, съвместно с линкора Ramillies, самолетоносача Illustrious и 6 разрушителя, отплават като съпровождение на конвоя Y – с основните десантни сили за десанта в района на Диего Суарес. На 3 май е произведен обстрела на френските позиции южно от залива на Диего Суарес. На 10 май, с края на операцията, крайцера се насочва за Александрия, за влизане в 15-та ескадра крайцери, която е понесла големи загуби след операциите по евакуацията на войските от Крит.

## Гибел
На 7 юни „Хермион“ пристига в Александрия, съставлявайки ескадра съвместно с крайцерите Newcastle и Arethusa.
От 11 юни „Хермион“ участва в операцията по проводка за Малта на конвоя ME-11 (операция Vigorous). В нощта на 16 юни, вече след отмяната на операцията и завръщането на корабите в базата им, „Хермион“, южно от Крит е торпилиран от немската подводна лодка U-205 на позиция 33°30′ с. ш. 26°10′ и. д. / 33.5° с. ш. 26.166667° и. д.. Корабните отсеци са наводнени и корабът получава крен от 22 градуса, оставайки на вода 21 минути, след което потъва. С него загиват 87 души. 440 души са спасени от ескортните миноносци Aldenham, Beaufort и Exmoor.

## Коментари
1. ↑  Всички данни са към момента на влизане в строй.